# Albrecht Aschoff
Albrecht Aschoff (11 de setembro de 1899 – 11 de agosto de 1972) foi um político alemão do Partido Democrático Liberal (FDP) e ex-membro do Bundestag alemão.

## Literatura
- Herbst, Ludolf; Jahn, Bruno (2002).  Vierhaus, ed. Biographisches Handbuch der Mitglieder des Deutschen Bundestages. 1949–2002 (em alemão). München: De Gruyter - De Gruyter Saur. 1715 páginas. ISBN 978-3-11-184511-1